# Suthepia inermis
Suthepia, Suthepiidae
Famille
Genre
Espèce
Suthepia inermis, unique représentant du genre Suthepia et de la famille des Suthepiidae, est une espèce d'opilions laniatores.

## Distribution
Cette espèce est endémique de la province de Chiang Mai en Thaïlande. Elle se rencontre sur les Doi Suthep, Doi Inthanon, Doi Chiang Dao et Huai Nam Dang.

## Description
Les mâles mesurent de 1,6 à 1,7 mm et les femelles de 1,55 à 1,8 mm.

## Systématique et taxinomie
Cette espèce a été décrite par Martens en 2020.
Ce genre a été décrit par Martens en 2020 dans les Suthepiidae.
Cette famille a été décrite par Martens en 2020. Elle est placée dans les Assamioidea par Derkarabetian, Lord, Angier, Frigyik et Giribet en 2023.

## Publication originale
- Martens, 2020 : « A mysterious dwarf: Suthepiidae nov. fam., a new harvestman family from mountains of northern Thailand (Arachnida: Opiliones: Laniatores). » Revue Suisse de Zoologie, vol. 127, no 2, p. 381–391.